# Сільвіна Окампо
Сильвіна Окампо (ісп. Silvina Ocampo; 28 липня 1903, Буенос-Айрес — 14 грудня 1993 року, Буенос-Айрес) — аргентинська поетка і письменниця, авторка коротких оповідань, романістка та драматургиня, відома фантастичними та реалістичними творами, переважно малої форми. Разом з Хорхе Луїсом Борхесом та Адольфо Біой Касаресом одна з найвідоміших аргентинських письменників-фантастів.
Сильвіна Окампо здобула численні державні нагороди, серед яких Велика національна літературна премія — двічі, національна поетична премія, премія аргентинського товариства письменників і кілька регіональних нагород.

## Життєпис
Сильвіна Окампо народилася 28 липня 1903 в Буенос-Айресі в сім'ї старої аристократії молодшою з шести дітей Мануеля Окампо і Рамони Агірре. Освіту здобула вдома. Однією з її сестер була Вікторія Окампо, видатна літературна організаторка, видавниця аргентинського журналу Sur, що мав міжнародну славу. Сильвіна вивчала малювання в Парижі у Джорджо де Кіріко.
З дитинства була схильною до поезії, завдяки сильній культурній традиції родини і зокрема історії сестри Вікторії. Завдяки Борхесу, з яким Окампо глибоко товаришувала, зустріла письменника Адольфо Бйой Касареса, з яким у 1940 році одружилась, а в 1954 удочерила доньку Касареса від іншої жінки — Марту Бйой Окампо.

## Літературна кар'єра
Сильвіна Окампо дебютувала книгою оповідань «Viaje olvidado» в 1937 році, далі були три збірки віршів: «Enumeración de la patria», «Espacios métricos» і «Los sonetos del jardín». За «Espacios métricos», опубліковану видавництвом Sur, вона отримала Муніципальну Премію в 1954 році. У 1953 посіла друге місце в Національному конкурсі поезії за «Los nombres», в 1962 здобула перше з «Lo amargo por dulce».
У співавторстві з Бйой Касаресом Окампо опублікувала «Ненависть любові» у 1946 році, а в 1956 році випустила спільну з Хуаном Родольфо Вількоком п'єсу «Los Traidores». Разом з Хорхе Луїсом Борхесом і Адольфо Бйой Касаресом Окампо брала участь у створенні знаменитої «Антології фантастичної літератури» (Antología de la literatura fantástica) у 1940 році, а також Антології аргентинської поезії в 1941. Сильвіні Окампо присвячена знаменита розповідь Борхеса «П'єр Менар, автор Дон Кіхота».
Твори Сильвіни Окампо перекладені англійською, французькою, російською, італійською та іншими мовами.